# 黑掌蜘蛛猴
黑掌蜘蛛猴（學名：Ateles geoffroyi）是蜘蛛猴科蜘蛛猴属的一種，屬於新世界猴，產自中美洲的熱帶雨林地區。

## 形态与习性
體長34-59釐米，體重6-8公斤，主要以水果、樹葉、花以及堅果為食。圈養條件下壽命可達33年。